# Пападиамандис, Александрос
Алекса́ндрос Пападиама́ндис (греч. Ἀλέξανδρος Παπαδιαμάντης; 4 марта 1851, Скиатос — 3 января 1911, Скиатос) — греческий писатель, прозаик, одна из наиболее значительных фигур в новогреческой литературе конца XIX — начала XX веков.

## Биография
Александрос Пападиамандис родился на острове Скиатос, в западной части Эгейского моря. Образ острова будет занимать главное место в его литературных работах. Его отец был священником. Происходил из обедневшей аристократической семьи.
Переехал в Афины, чтобы завершить среднюю школу. Позже поступил на факультет философии Афинского университета, но так и не завершил своё обучение. Зарабатывал на жизнь журналистской работой, написанием беллетристики, коротких историй и нескольких романов, вышедших в серии.
Он никогда не был женат, вел уединенную жизнь, был известен как отшельник — космокалогерос (мирской монах). Жил в нищете. В конце жизни вернулся на родной остров, где умер от пневмонии.

## Творчество
В литературу Александрос Пападиамандис пришел в 1869 году с романом «Переселенка», напечатанным в константинопольской газете «Неологос». В 1873 году в журнале «Ми Ханесом» напечатана его книга «Продавцы нации». Сюжеты его произведений — мелкие события из жизни обывателей, его герои — лавочники, рыбаки, крестьяне, священники, ремесленники и т. д. События и конфликты в жизни своих героев Александрос Пападиамандис расценивает с точки зрения собственной морали. Он воспевает «честную жизнь и честный труд» своих героев, противопоставляя им «лентяев и бездельников». Чрезвычайно ярко и образно Пападиамандис рисует также картины природы своей родины, которые занимают большое место в его творчестве.
Особое значение Пападиамандиса в новогреческой литературе заключается в том, что он явился первым реалистическим бытописателем в эпоху господства романтизма. Господствующему тогда в Греции «разбойничьему» роману он противопоставил бытовое, реалистическое повествование. Пападиамандис по праву считается отцом новогреческого романа.
Его романы изданы в 11 томах. Лучшие из них — «Убийца» (1903), «Розовые берега», «Больная холерой». Большинство из них переведены на иностранные языки.